# Train bleu du Val de Saône
Pour les articles homonymes, voir Train bleu.
Le train  bleu du Val de Saône était un tramway reliant Lyon à Neuville-sur-Saône (Rhône) de 1932 à 1957. Il faisait suite à un tramway à vapeur, qui circulait sur ce même trajet depuis 1891.

## Histoire

### L'ancêtre: le TLN
Dans les années 1880, Neuville était déjà relié à Lyon par deux voies ferrées, toutes deux appartenant au PLM : 
- la  ligne Lyon - Trévoux, sur la rive gauche,
- la  ligne Paris - Lyon,  sur la rive droite de la Saône, à Villevert,

Il faut compter aussi, les diligences sur la route, et les bateaux sur la Saône (dont « le Parisien », à roues à aubes, qui dérangeaient fort les pêcheurs). 

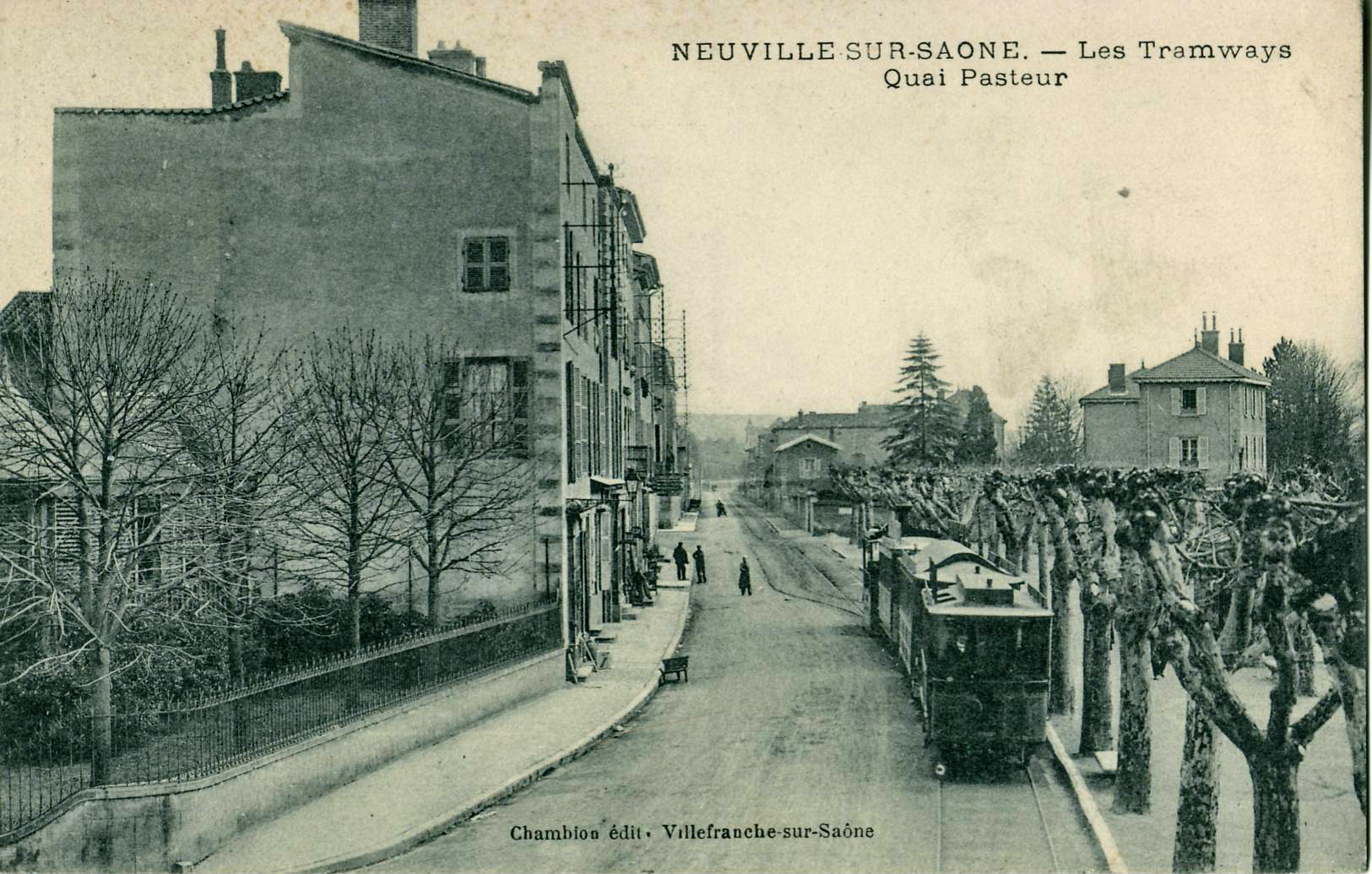
Le tramway à vapeur, à Neuville...

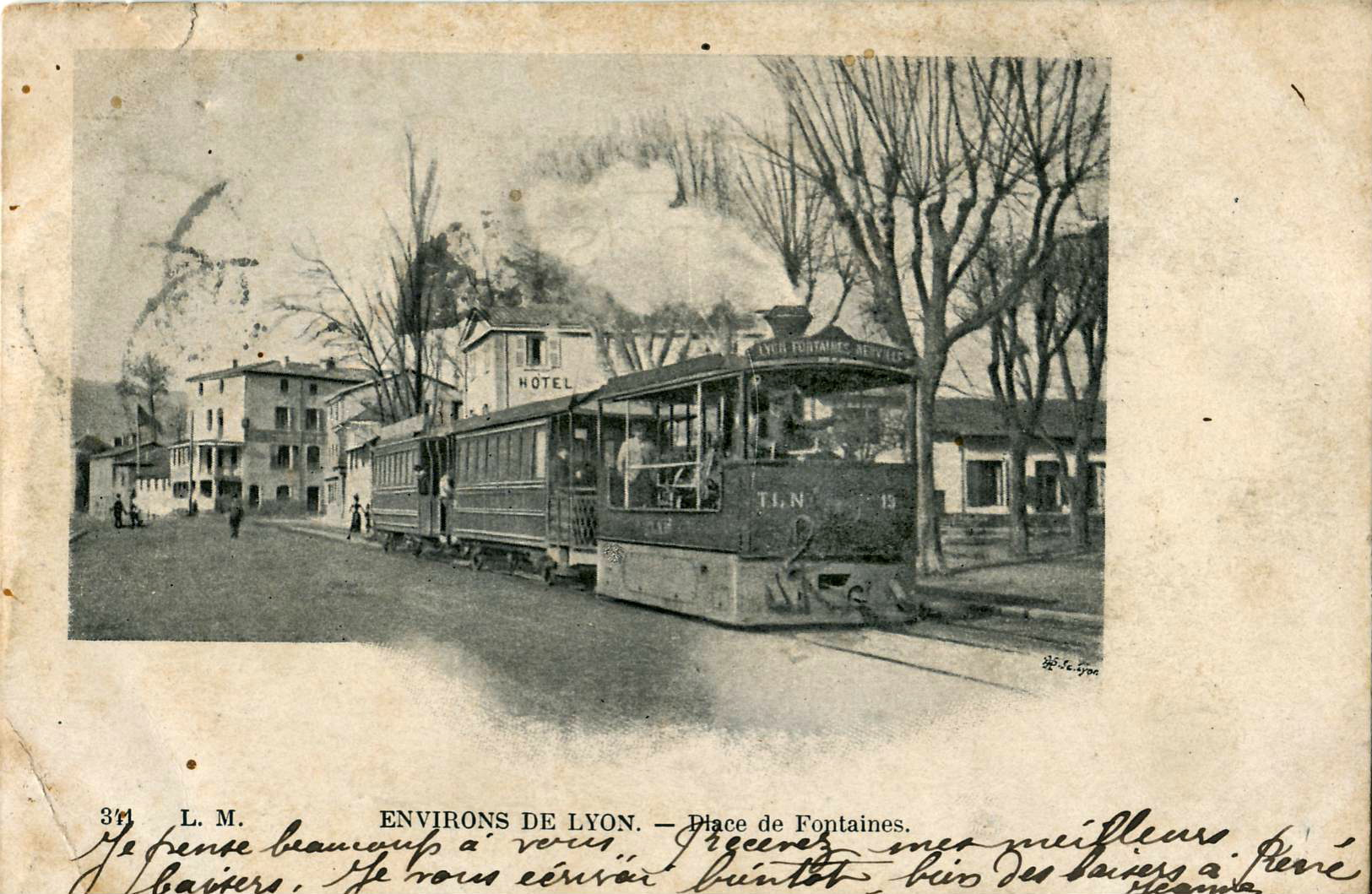
... et à Fontaines-sur-Saône

En 1888, MM. Allioud & Pétrequin obtinrent du Conseil général du Rhône la concession d'une ligne de tramway à vapeur reliant Lyon à Neuville-sur-Saône, avec un budget prévisionnel de 500 000 francs-or. 
Les travaux furent menés rapidement : la ligne partait du quai de la Pêcherie, au nord de la Presqu'île, et suivait la Saône jusqu'à Neuville. 
Une ligne à double voie des tramways à chevaux de la compagnie des Omnibus et Tramways de Lyon (OTL) était utilisable sur les deux premiers kilomètres, jusqu'au pont de Serin ; elle fut prolongée jusqu'à la sortie de Lyon, et au-delà en voie unique en bordure de route. 
Dès octobre 1889, la ligne était ouverte de Lyon à Fontaines, sur 10 kilomètres. 
En février 1890 fut publiée la déclaration d'utilité publique, et enregistrée la constitution de la Compagnie du Tramway de Lyon à Neuville et extensions. 
En juin 1895, la ligne atteignit Neuville. Sa longueur était de 16 kilomètres.
Le succès du TLN fut réel, car il permettait aux Lyonnais de se rendre en bord de Saône, à l'Île Barbe, Collonges ou Rochetaillée, ou dans les communes de Caluire, Fontaines, ou Neuville, jalonnées de propriétés bourgeoises.

#### Le Matériel roulant des TLN

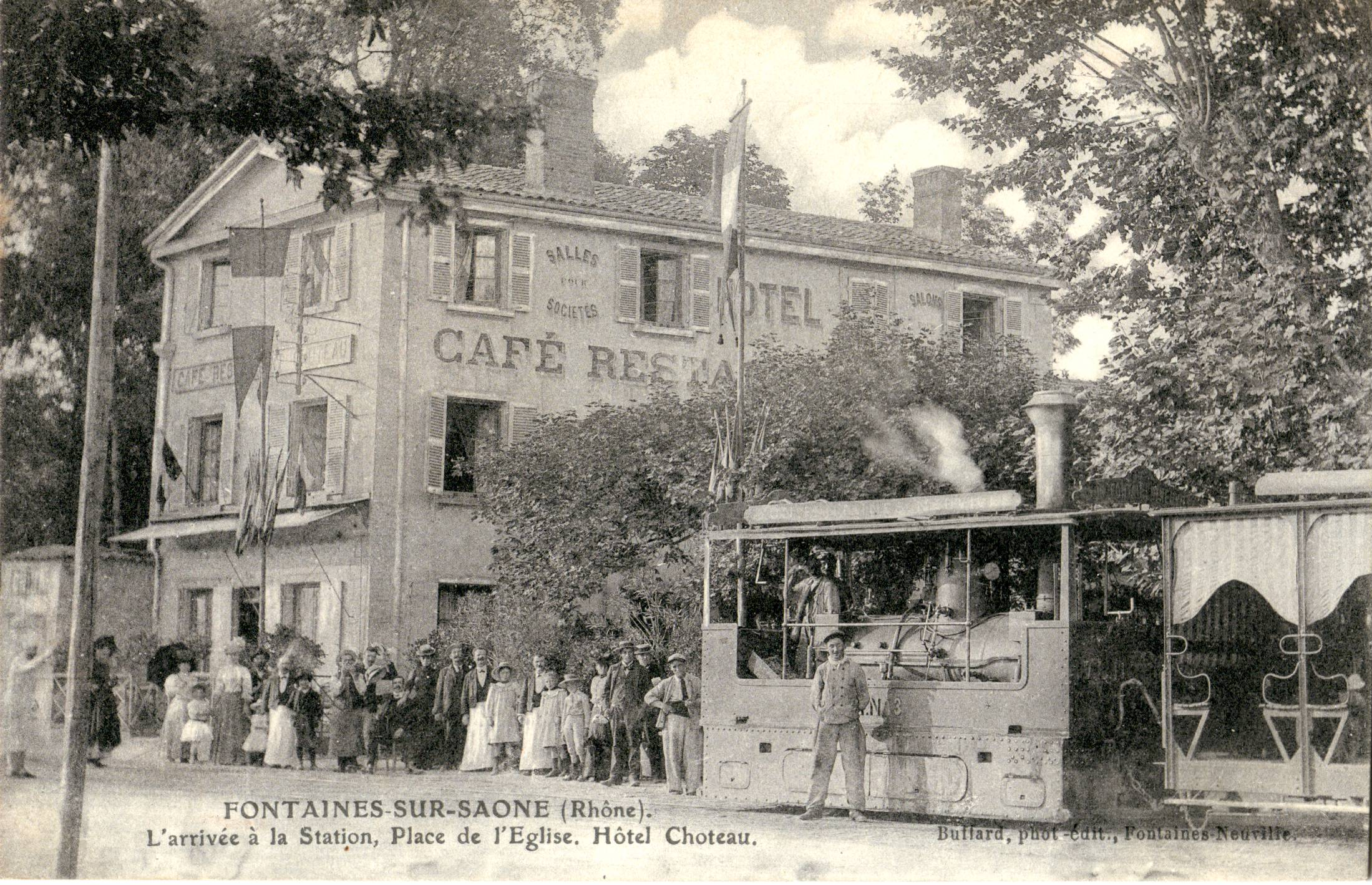
Locomotive 030T de la TLN de 1899 à Fontaines-sur-Saône

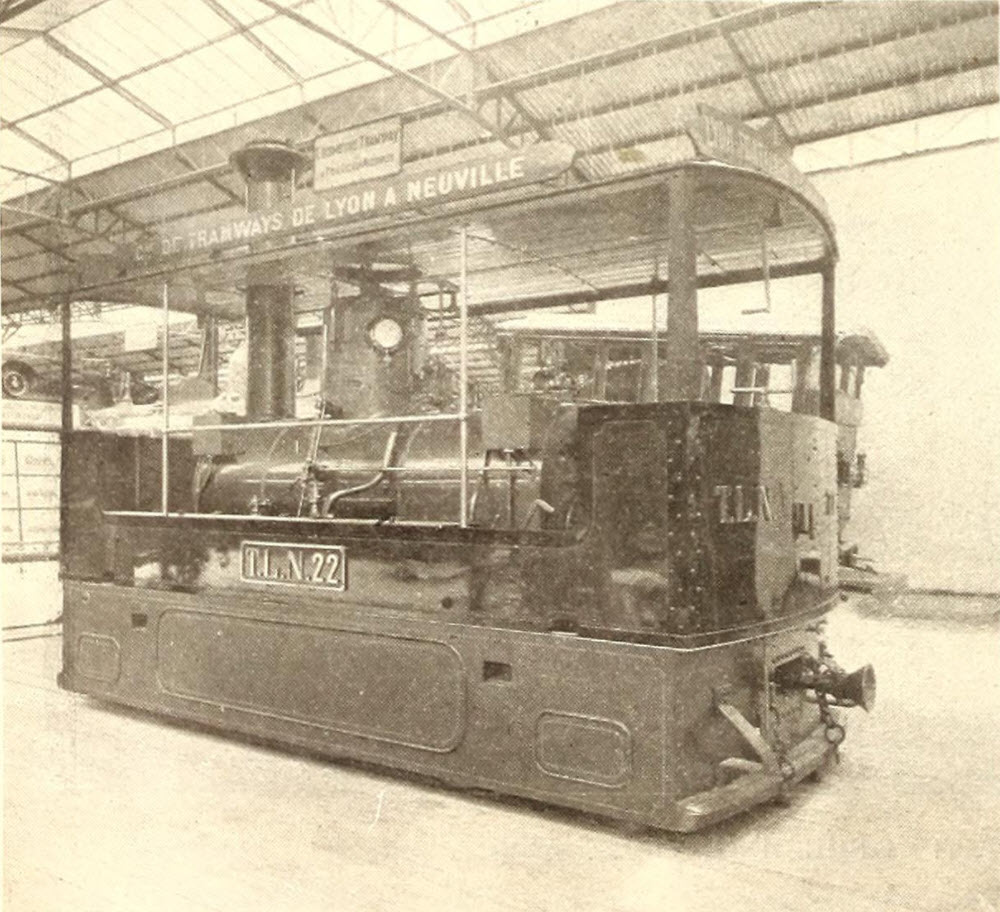
Locomotive SLM N°22, présentée en 1900 à l'exposition de Paris.

À l'origine, les premières rames sont tractées par des automotrices à vapeur système Rowan. 
- En 1895, la desserte fut assurée en totalité par 4 locomotives et 12 remorques.
- En 1899, le matériel fut remplacé par des locomotives type 030 tramway construites par SLM Winterthur en Suisse, et de nouvelles voitures voyageurs.

La forme carénée des locos et quelques accidents que ne manqua pas de provoquer ce train sur route lui valurent le surnom de « Guillotine ».

### Histoire du Train bleu
- En 1899, puis en 1909, des projets de prolongement jusqu'à Trévoux, dans l'Ain, commencèrent à voir le jour, sans résultat. La concurrence se développait, notamment par des services d'autocars vers l'île Barbe et Collonges ; mais l'affluence était toujours au rendez-vous du TLN.

- En 1923, le département racheta la ligne, qu'il confia deux ans plus tard en régie à l'OTL.
- En 1925, un éphémère service d'électrobus[2] à accumulateurs fonctionna.

- En 1927, une enquête publique fut ouverte pour un prolongement sur Trévoux en voie métrique et à traction électrique. Cette enquête est soumise à la délibération du conseil municipal de Massieux le 16 juin 1927[3].
- En 1929 enfin, fut décidé le remplacement de la ligne existante par une nouvelle ligne à voie métrique et à traction électrique sous courant continu 600 volts, susceptible d'être ultérieurement raccordée à Trévoux au réseau départemental des tramways de l'Ain.

#### Les travaux

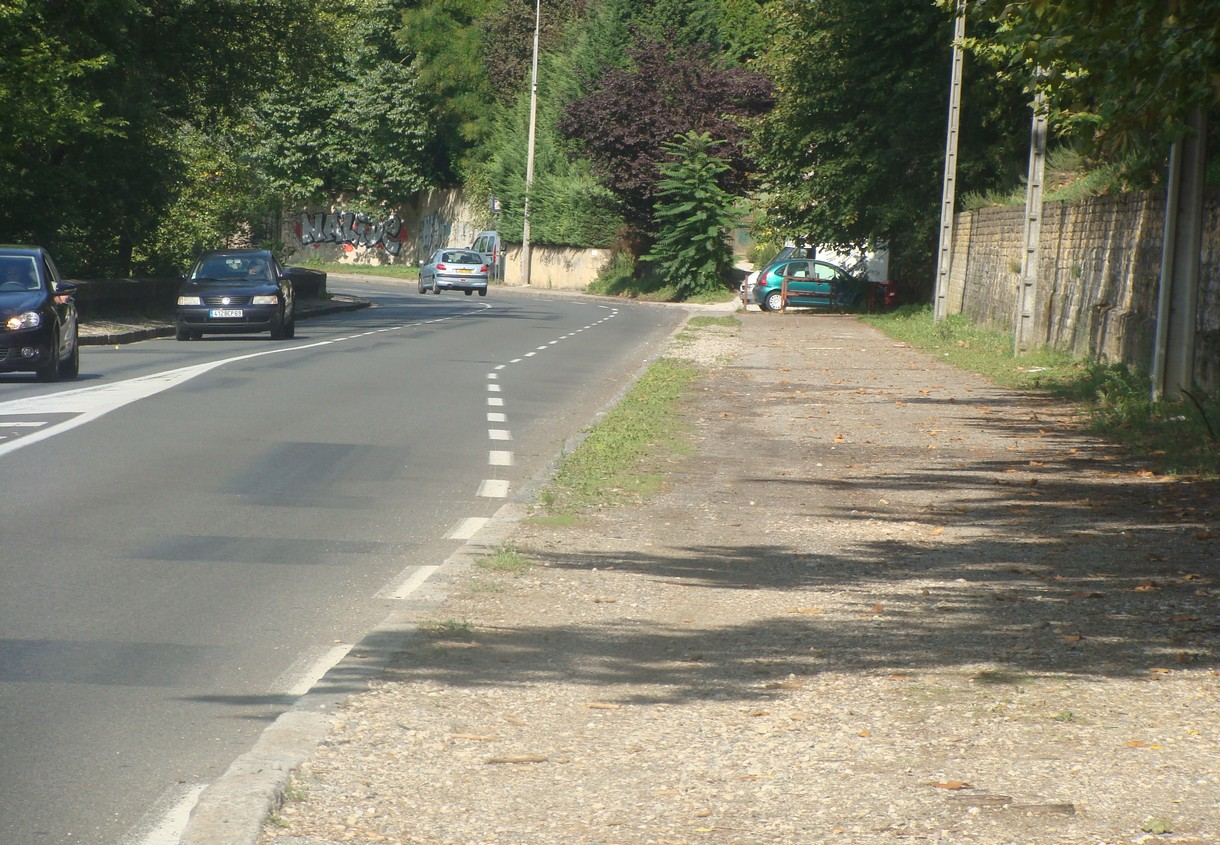
L'emplacement de l'évitement de l'île Roy, état actuel, vue prise en direction du nord ; les trains vers Neuville circulaient sur la chaussée, au milieu de la photo.

Dans Lyon, il fallut poser un troisième rail sur les voies à écartement normal déjà présentes, et toujours utilisées par ailleurs par les tramways de l'OTL jusqu'au pont de Serin. 
De la sortie de Lyon à Fontaines-sur-Saône, la ligne fut établie en plate-forme indépendante, en bordure de la route Lyon - Trévoux, du côté des habitations, afin de préserver les servitudes de halage. 
Plusieurs évitements (brefs passages à double voie permettant le croisement de deux rames) étaient prévus. Pour la plupart d'entre eux, la largeur disponible ne permettait pas de les situer entièrement sur la plateforme latérale, et ils devaient empiéter sur la chaussée. Il fut alors décidé que les croisements de rames s'effectueraient par la gauche, de sorte que la rame qui débordait sur la chaussée se trouve alors dans le sens de la circulation automobile. 
De Fontaines-sur-Saône à Rochetaillée, une déviation site propre fut construite en remblai, proche de la Saône. Elle  évitait ainsi la traversée des deux bourgs, et se prolongeait jusqu'à Bellegarde. La voie rejoignait l'ancien tracé seulement à Neuville, sans interruption notable du trafic. 
Ces travaux nécessitèrent la neutralisation complète de la ligne de Lyon à Fontaines pendant 6 mois, avec remplacement par des autocars. L'été fut particulièrement difficile, les autocars ne suffisant pas à assurer le trafic, notamment le dimanche.

#### Mise en service
La nouvelle ligne put ainsi être mise en service:
- entre Fontaines et Neuville dès le 15 janvier 1932,
- entre Lyon et Fontaines, le 15 septembre suivant.

#### Évolution et fin
Le train bleu circula ainsi pendant 25 ans sans autre problème que les inondations qui, à plusieurs reprises, coupèrent la ligne. Les motrices rouges de renfort, dont les moteurs étaient placés plus haut que ceux du train bleu, assuraient alors un service minimum entre Lyon et Collonges, le reste du trafic étant assuré par des autobus qui passaient par la colline.
En 1942, le 25 février, le tout nouveau Syndicat des transports en commun de la région lyonnaise (TCRL) désigna l'OTL comme compagnie fermière de l'ensemble du réseau urbain et suburbain, consacrant la disparition finale du TLN.
À partir de 1947, les tramways urbains de Lyon commencèrent à être remplacés par des autobus ou des trolleybus. En 1956, le train bleu était le seul survivant. Il ne survécut d'ailleurs pas très longtemps, puisqu'il fit son dernier voyage le 30 juin 1957.
Une ligne d'autobus fut ouverte en remplacement, la ligne 40, qui existe toujours sur le même trajet. Malgré la multiplication des lignes de bus entre Lyon et Neuville, le trafic voyageurs peine à égaler aujourd'hui celui qu'assurait, seul, le train bleu, il y a 50 ans.

## Infrastructure

### Communes desservies

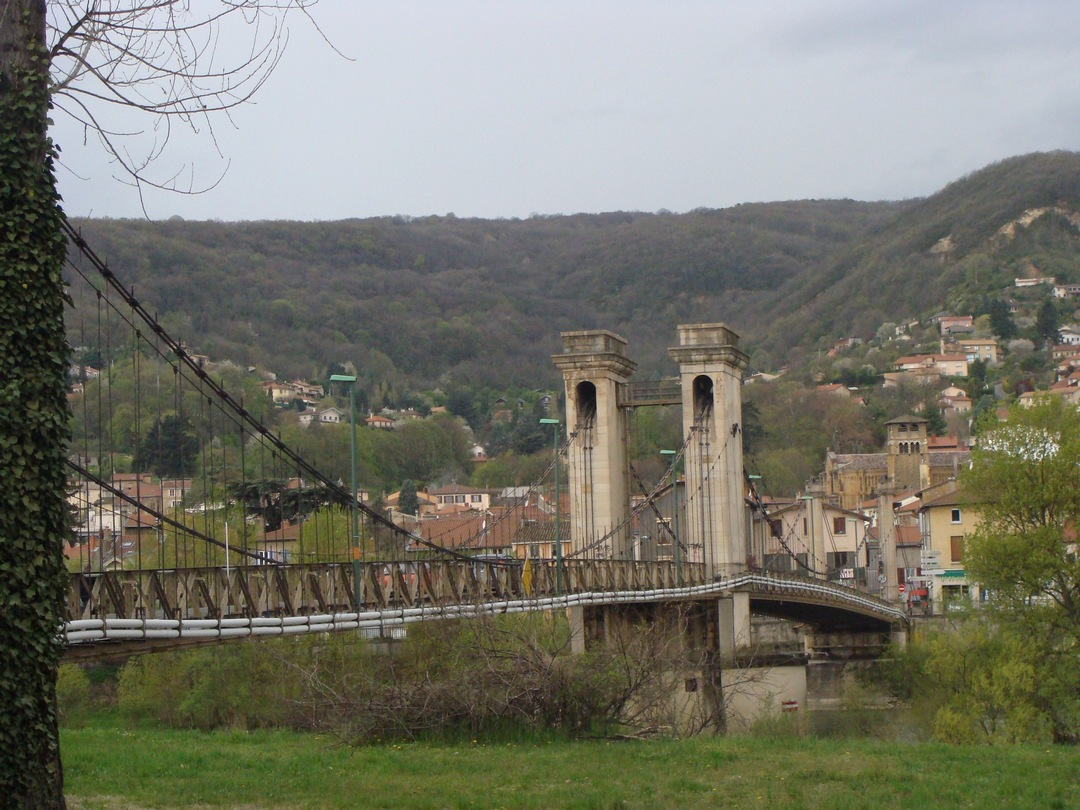
Le pont de Couzon vu de l'arrêt du train bleu (site inchangé depuis les années 1950)

Directement (rive gauche de la Saône):
- Lyon (1er et 4e arrondissements)
- Caluire-et-Cuire (de Cuire-le-Bas au pont de Collonges)
- Fontaines-sur-Saône
- Rochetaillée[note 4]
- Fleurieu-sur-Saône
- Neuville-sur-Saône

Par traversée de la Saône (rive droite):
- Saint-Rambert-l'Île-Barbe (aujourd'hui 9e arrondissement de Lyon)[note 5]
- Collonges-au-Mont-d'Or (Basses-Collonges, et la gare)
- Couzon-au-Mont-d'Or[note 6]
- Albigny-sur-Saône (Villevert).

### La ligne
- Longueur 16,1 kilomètres, dont 3 à double voie, le reste en voie unique, avec 14 évitements.
- La section comprise entre le quai de la Pêcherie et le pont de Serin était à trois files de rails (voie étroite, voie normale), et partagée avec la ligne 3 du réseau de l'OTL.
- Le terminus lyonnais se trouvait sur le quai de la Pêcherie, côté Saône ; le tramway manœuvrait en tiroir, la circulation sur la voie de débord se faisant sur la chaussée à contre-sens de la circulation automobile et des trams de l'OTL. Au terminus de Neuville, la même manœuvre se faisait dans le sens de la circulation.
- Il existait 14 stations, avec évitements, certains décalés par rapport aux arrêts en raison d'une largeur de route insuffisante (Île Barbe, la Combe, Fleurieu)
- Le dépôt se trouvait à Fontaines, au point kilométrique 10,2, en aval du pont où se faisait l'arrêt ; l'accès dans les deux sens de circulation était réalisé par un raccordement en triangle. Ce dépôt comprenait trois halls de garage, un pour les motrices et deux pour les voitures. Un atelier complétait l'ensemble, ainsi qu'un immeuble de logements et des bureaux.

### Un arrêt très spécial
En 1952, la construction du Pont Clemenceau, qui reliait Vaise au tunnel de la Croix-Rousse nécessita de retracer la (double) voie du train bleu en trémie sous le pont Quai de Serin. La ligne fut déportée côté Saône, et un nouvel arrêt fut établi à la sortie nord de la trémie en remplacement de l'arrêt Pont Mouton observé jusque-là quelque 200 mètres en aval.
Compte tenu de la largeur disponible, il fallut disposer l'arrêt comme l'étaient les évitements dans la partie nord de la ligne : un terre-plein central contourné par la gauche par les rames.
De ce fait, les trams descendant vers Lyon roulaient dans le sens de la circulation automobile. Pour ce faire, il fallut faire croiser les voies à l'entrée et à la sortie de la zone d'arrêt. Ce dispositif tout à fait unique persista pendant 5 ans (1952-1957).

### L'alimentation électrique
L'alimentation électrique se faisait au moyen de deux sous-stations qui distribuaient le courant à la tension de 550 volts continu, compatible avec le réseau lyonnais. 
la première se trouvait à Vaise dans le dépôt des tramways de l'OTL,
la seconde au dépôt de Fontaines.
La séparation des deux secteurs d'alimentation se faisait à l'Ile Barbe.
La ligne aérienne est constituée d'un simple fil sur le secteur urbain, alors que sur la section suburbaine on utilise une ligne à suspension de type caténaire. La limite entre ces des deux sections était la station « rue d'Ypres », fin de la section urbaine à double voie (PK 2,9). 
La prise de courant s'effectuait par perche à trolley en milieu urbain, et au moyen d'un pantographe en milieu suburbain. La perche à trolley (équipée d'une roulette graissée au graphyte) fut remplacée par une perche munie de frotteur en 1956, pour permettre au tram de prendre le courant sur le fil positif de la ligne d'alimentation du nouveau trolleybus (ligne 3), avec qui il partageait le trajet, entre le pont de Serin et le quai de la Pêcherie.

### La signalisation
À l'origine, il existait un bloc système lumineux, ensuite remplacé par un bâton pilote, entre Fontaines à Neuville.
L'absence de signalisation de voie imposait la conduite à vue ; par sécurité, un tronçon en courbe a été mis en double voie sur 650 mètres (secteur de "la Combe", entre l'île Barbe et le pont de Collonges).

## Exploitation

### Le service

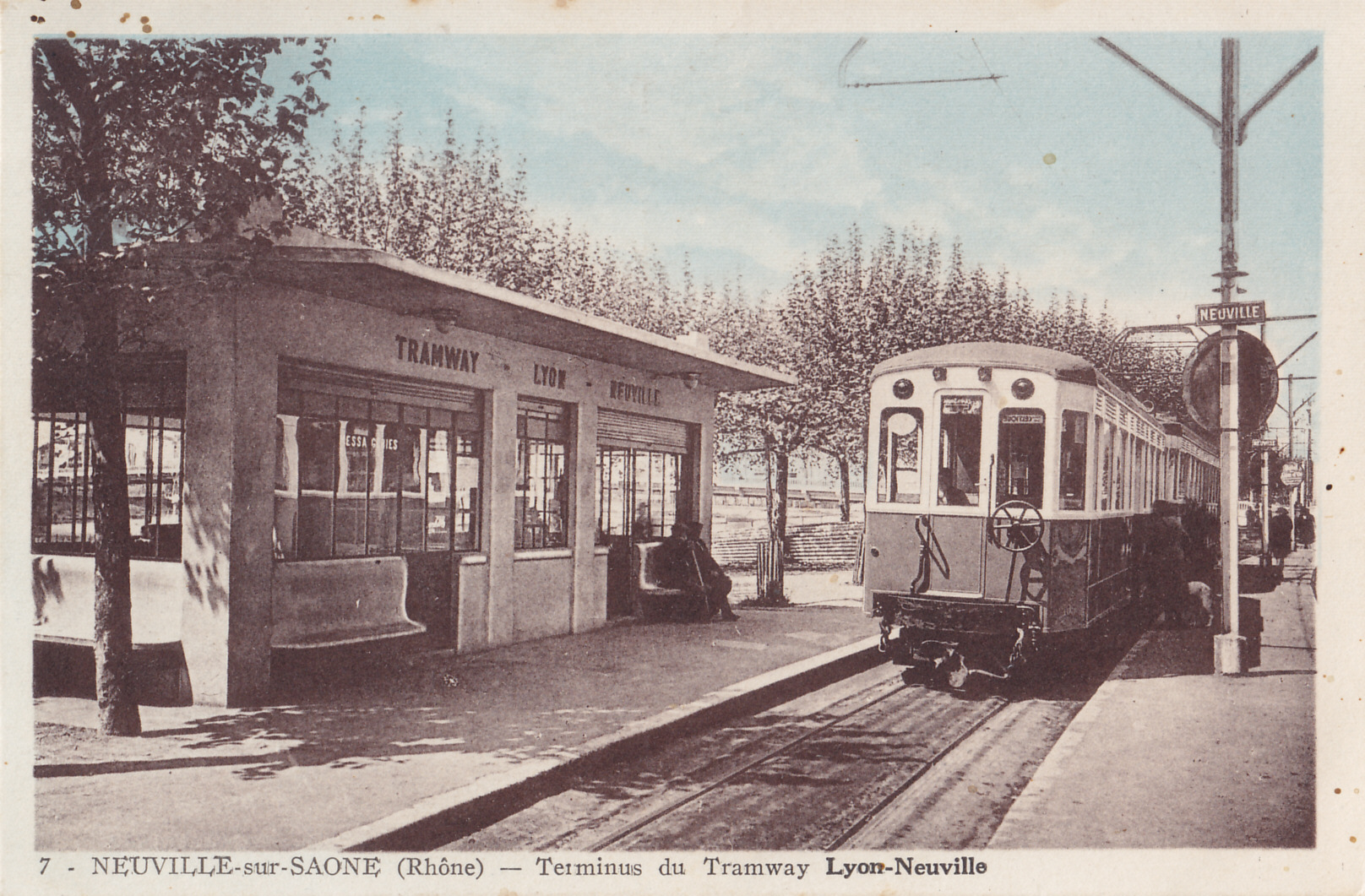
Le Train bleu à son terminus de Neuville

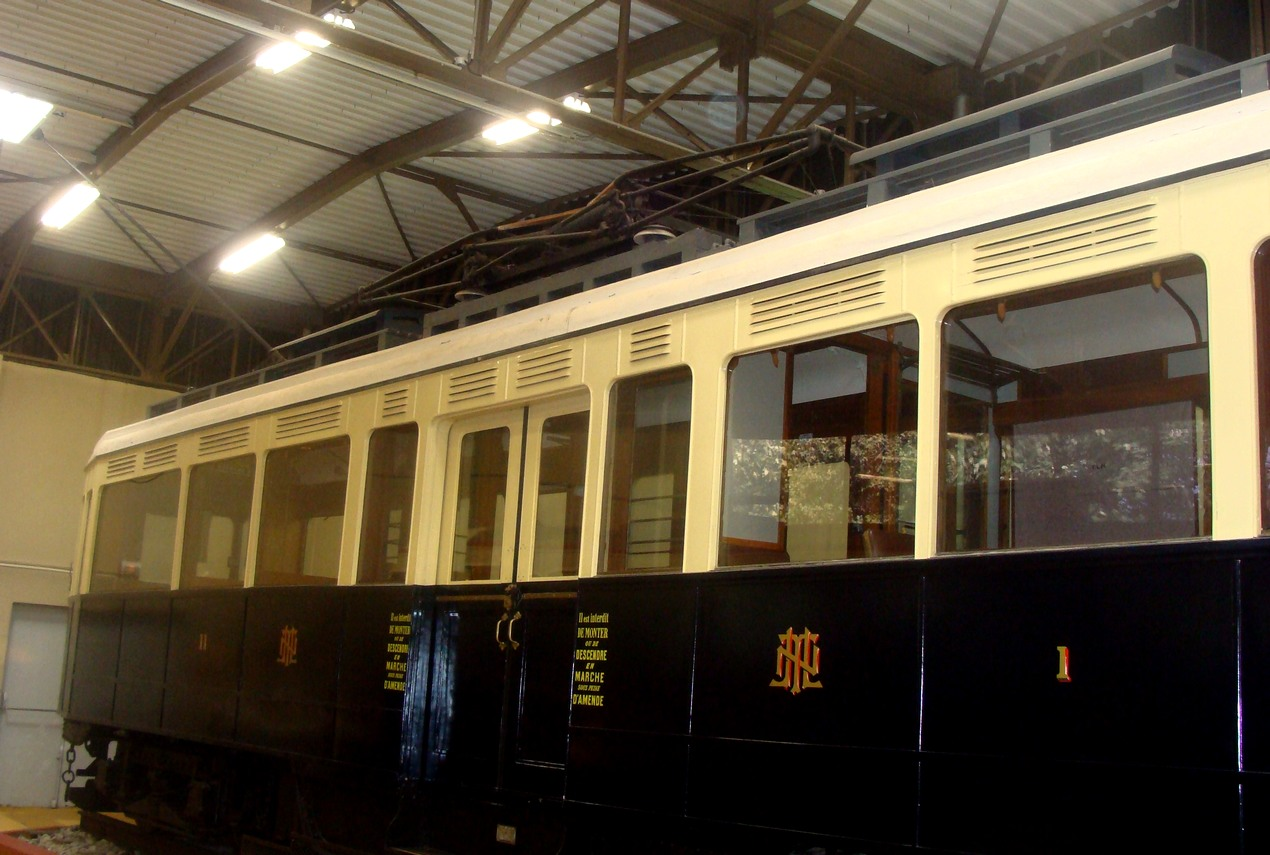
Une motrice du train bleu, vue latérale. Montée et descente s'effectuaient par la double porte centrale, à commande pneumatique.

Le service était assuré par des rames particulièrement bien conçues et confortables, dont les motrices étaient capables de tracter jusqu'à 6 remorques, ce qui en faisait de véritables trains , jusqu'à 90 mètres, longueur absolument exceptionnelle pour un tramway. 
Les usagers, enchantés, le baptisèrent « le train bleu » en référence à sa livrée qui tranchait avec les couleurs sombres de l'ancien matériel. Le succès fut immédiat, dépassant les espérances des promoteurs. Le rythme était d'une rame toutes les demi-heures, sauf durant les heures creuses. Il fallut trouver du renfort : des rames OTL furent mises en service le dimanche, pour des services partiels jusqu'au pont de Collonges. Leur livrée rouge tranchait avec celle du train bleu, plus originale.
Le trajet Lyon - Neuville s'effectuait en 47 minutes exactement (approximativement le même temps que les bus actuels aux heures de pointe), selon des horaires constants tout au long de la journée. Cette situation anticipait le cadencement adopté beaucoup plus tard par le RER francilien, et aussi en cours de développement sur les lignes TER. 
Le nombre de voitures par rame était variable, de une à six maximum en service normal. Certains trains Lyon - Neuville laissaient à Fontaines quelques-unes de leurs remorques, et les reprenaient au retour ; des services partiels se limitaient à Fontaines, ou au pont de Collonges.
La tarification s'effectuait par sections. Leur nombre variant, avec les époques, entre 4 et 5. Des tarifs réduits étaient prévus, et les receveurs possédaient une quantité imposante de tickets différents. Il existait aussi des cartes à 10 trajets, sur lesquelles les receveurs oblitéraient, avec un tampon encreur, le nombre de cases correspondant au trajet effectué, et des abonnements de libre circulation à durée mensuelle.

### Le matériel roulant
- 6 motrices réversibles, numérotées de 1 à 6, longueur 15 mètres, sur bogies, avec deux cabines de conduite en extrémités et un compartiment à bagages. La montée des voyageurs s'effectuait par une double porte centrale coulissante à commande pneumatique. Chaque motrice était munie de deux perches, une à chaque extrémité, et d'un pantographe central. Les quatre moteurs, de puissance totale 240 kW, étaient couplés par deux sur chaque bogie. Le freinage était rhéostatique ;
- 22 remorques, numérotées 101 à 122, longueur 12 mètres, sur bogies, accès par double porte centrale ;
- un tracteur à deux essieux, n° 32, alimenté en 550 V par pantographe.

Tout ce matériel était muni de l'attelage automatique type Boirault. L'intercirculation entre les voitures était réservée au personnel (pas de protection).

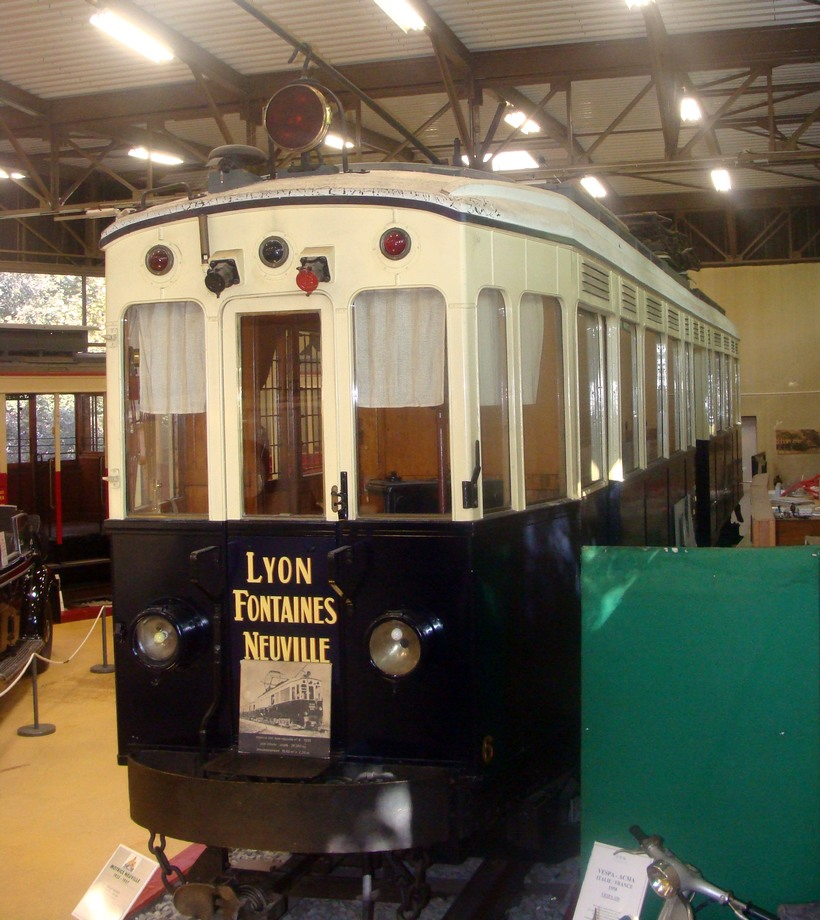
La motrice n°6 du train bleu (conservée au musée Henri-Malartre) ; on voit en haut la perche retenue baissée par un crochet.
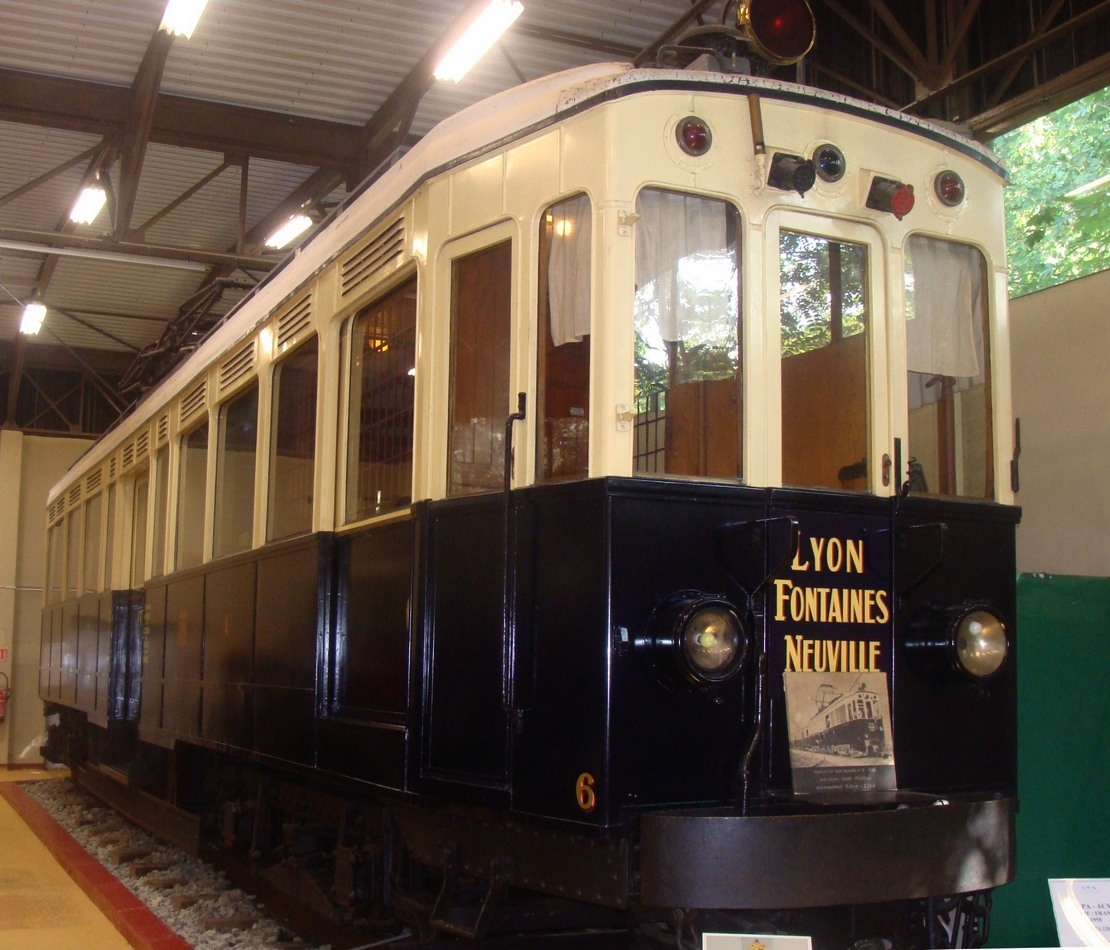
Vue latérale de la motrice.
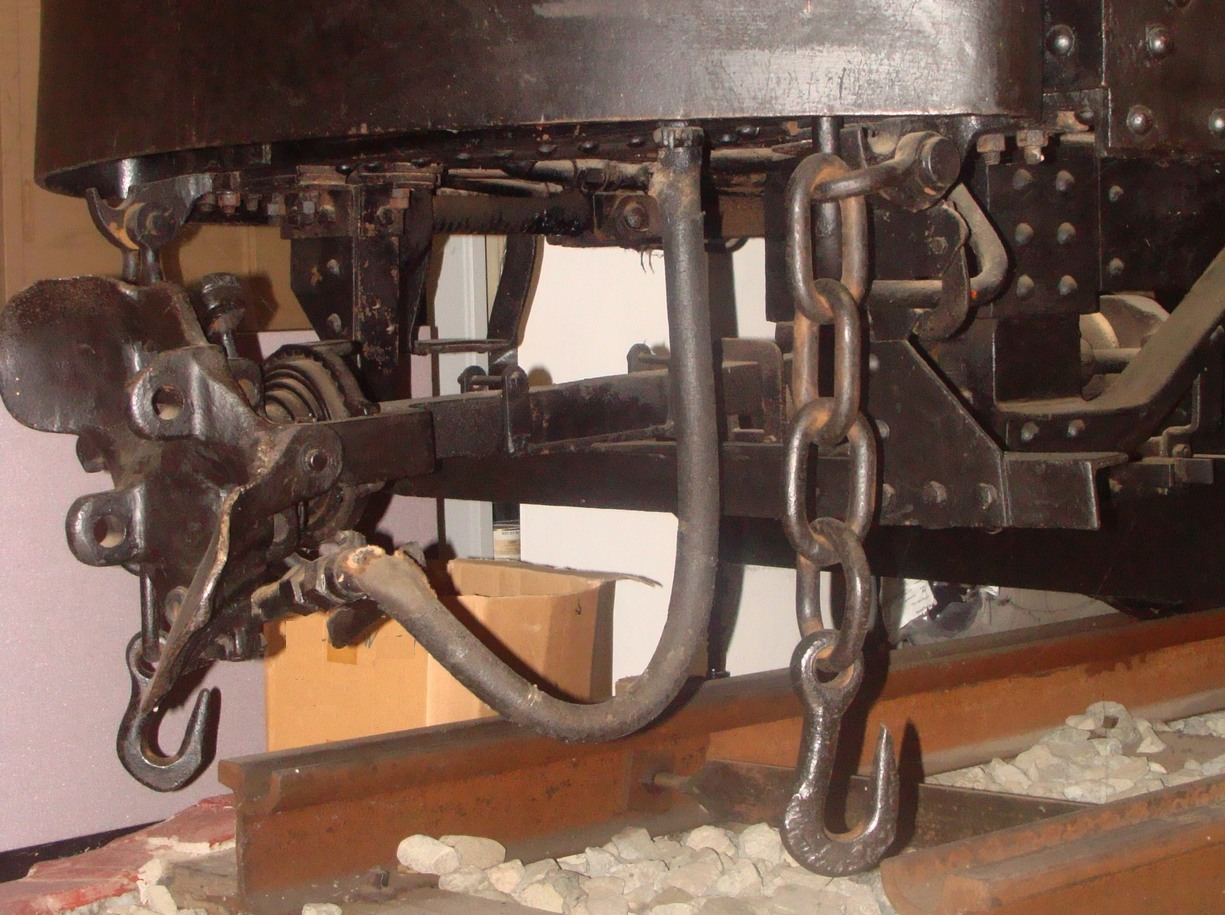
L'attelage Boirault, à l'extrémité de la motrice.
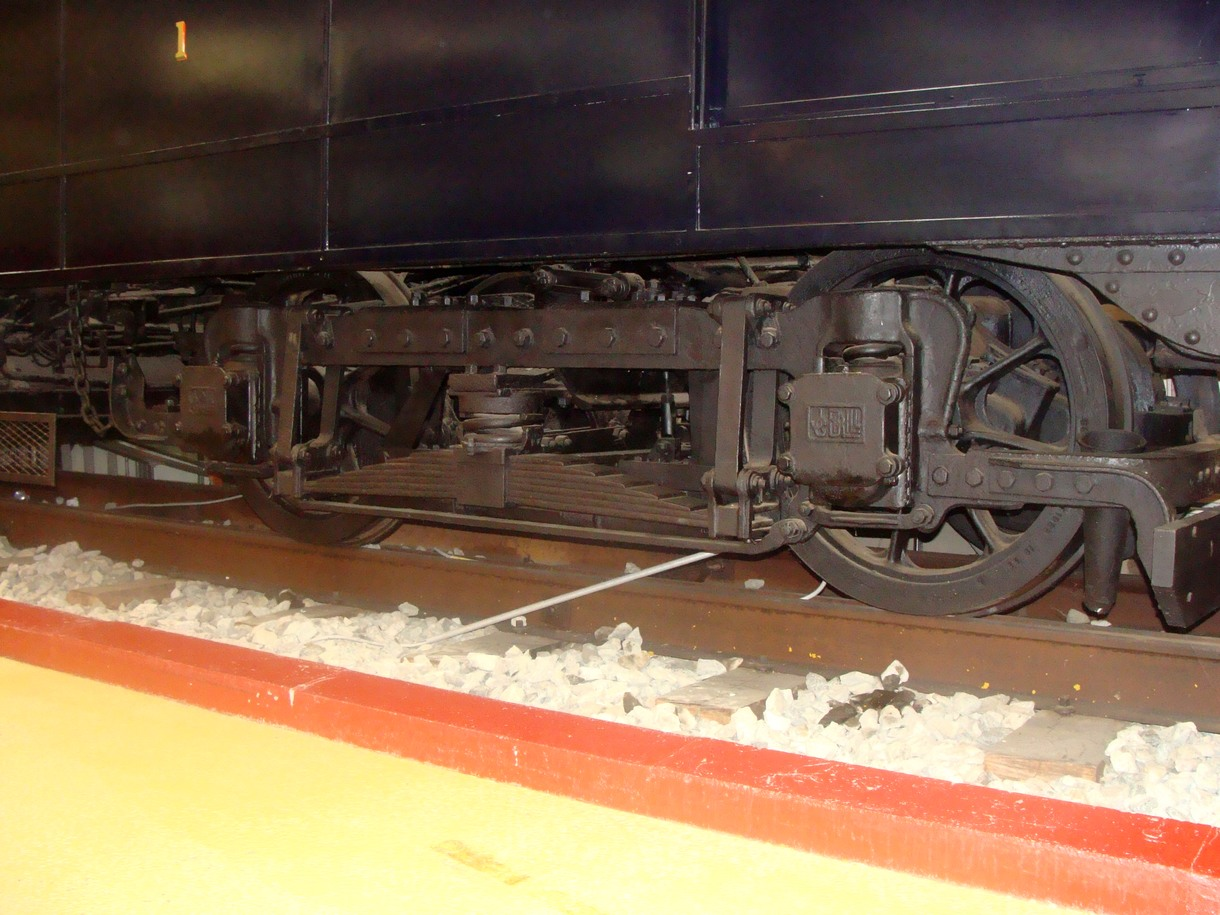
Un des bogies Brill d'une motrice.

Le matériel rouge de renfort

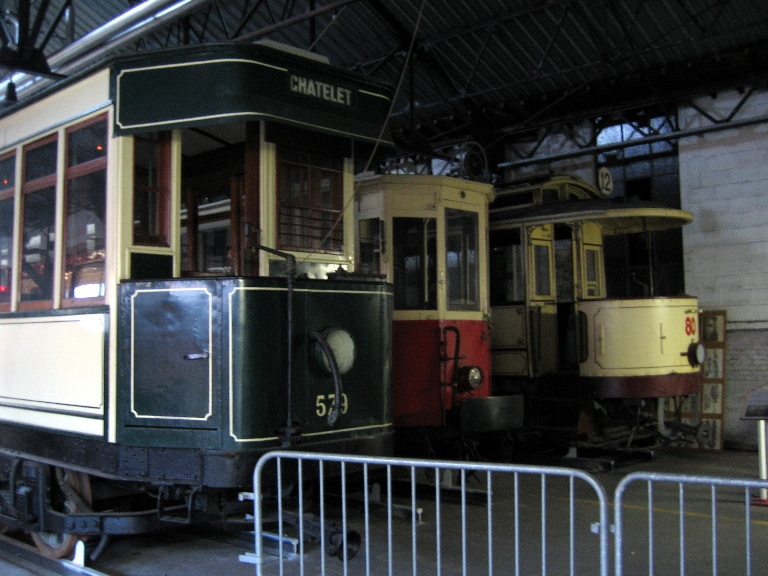
La motrice rouge 422 au musée des transports urbains, interurbains et ruraux (au centre de la photo)

- 4 motrices à bogies ex-NLT : les 414, 416, 420 et 422.
- 8 voitures ex-CRL (Chemin de fer Rhône-et-Loire) à essieux radiants système de Rechter.

Ce matériel complémentaire circulait les dimanches et certains jours d'été entre Lyon et le pont de Collonges. Ces véhicules, ayant gardé les couleurs rouge et crème du réseau urbain, étaient appelés les « Neuville rouges ».
Le matériel marchandises
La ligne n'assurait en temps normal aucun trafic marchandises. Exceptionnellement, dans le cadre de la construction du tunnel de la Croix-Rousse, la ligne fut utilisée à partir de l'automne 1940 pour l'évacuation des déblais jusqu'à Rochetaillée. Ce transport nécessita l'utilisation de véhicules du train de Vaugneray (ex-FOL) :
- une motrice type Manage à bogies de 1914 n° 1211
- un tracteur Godarville à bogies de 1914 n° 1491

Ce matériel circula jusqu'au printemps 1947.
L'entretien du matériel se faisait au dépôt de Fontaines. Pour les grandes révisions les véhicules étaient envoyés, par route, aux ateliers centraux de l'OTL, rue d'Alsace, à Lyon.

## Vestiges et matériels préservés
Les seuls vestiges actuellement visibles de l'ancienne ligne sont :
- les deux kiosques des terminus, qui servent encore d'abri aux voyageurs de la ligne 40, et deux petits abris situés à des arrêts intermédiaires (la Combe, pont de Collonges - ce dernier encore en service)
- la trémie sous le pont Clemenceau, dont la partie tram, d'abord inutilisée, est utilisé depuis 2014 par la circulation automobile en direction de Lyon.
- une courte rocade routière entre Fontaines et le pont de Couzon, établie sur la plateforme du train bleu contournant Fontaines-centre et Rochetaillée,
- une piste cyclable en bord de route entre le pont de Couzon et Bellegarde, sur l'emplacement de l'ancienne voie,
- quelques espaces anciennement occupés par les évitements et utilisés comme parkings (à l'île Barbe, la Combe, et l'île Roy)

Le dépôt de Fontaines a été démoli et remplacé par une station d'épuration.

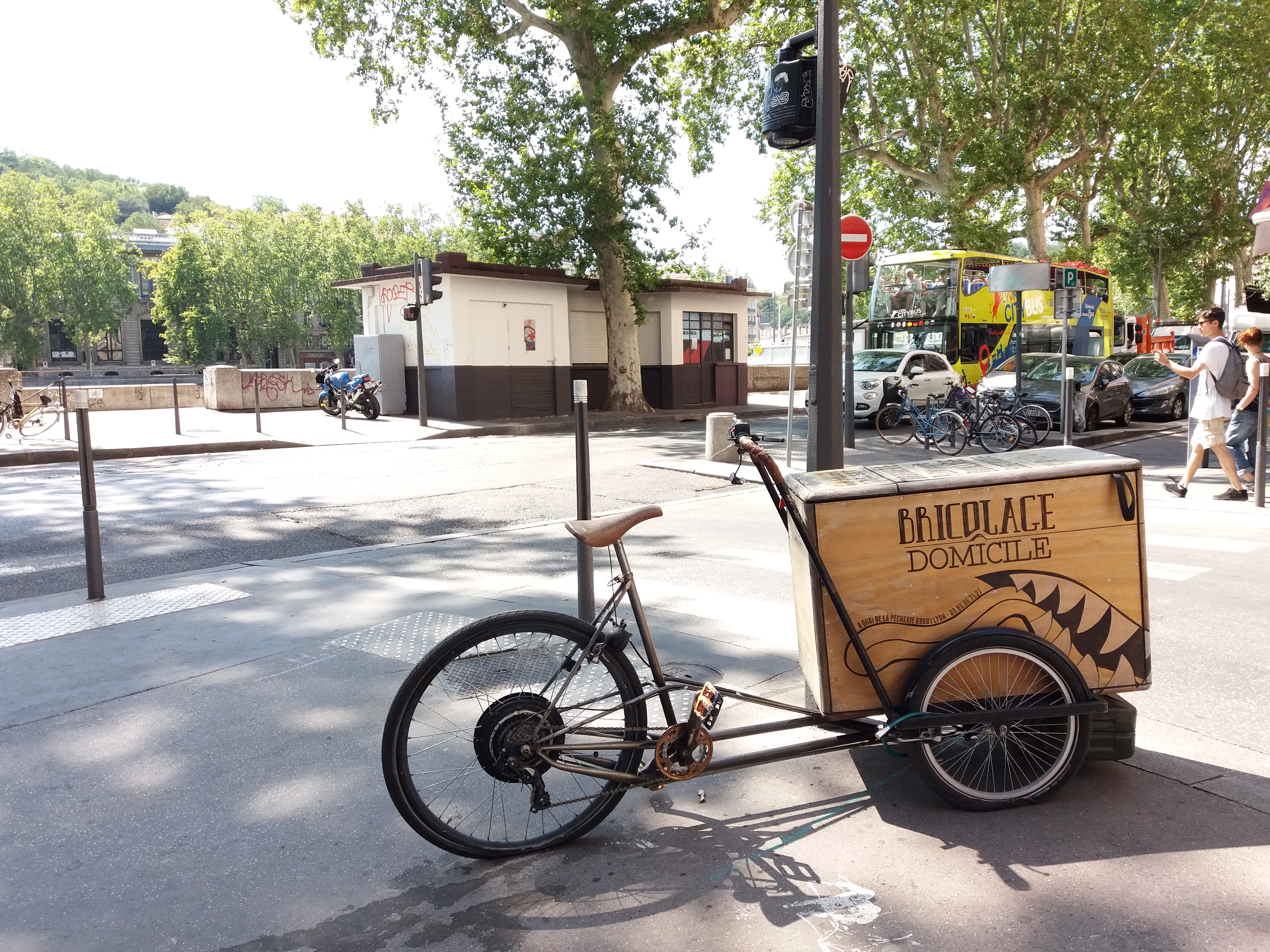
Ancien abri du quai de la Pêcherie à Lyon
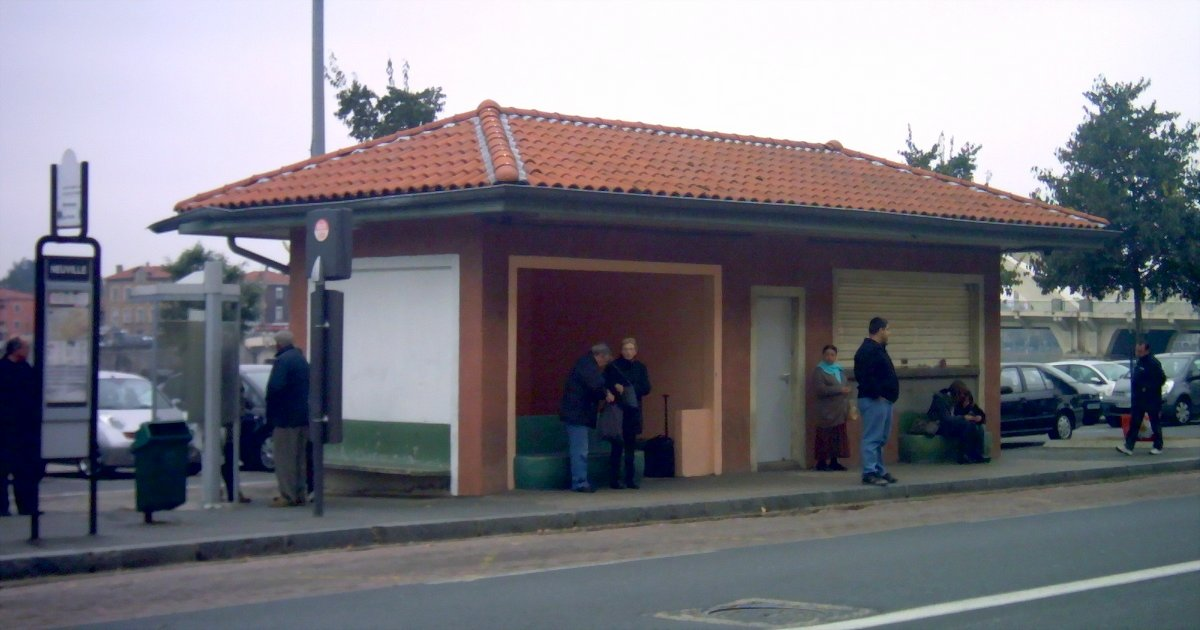
Le kiosque de Neuville, toujours utilisé comme abri par les voyageurs attendant le bus pour Lyon.
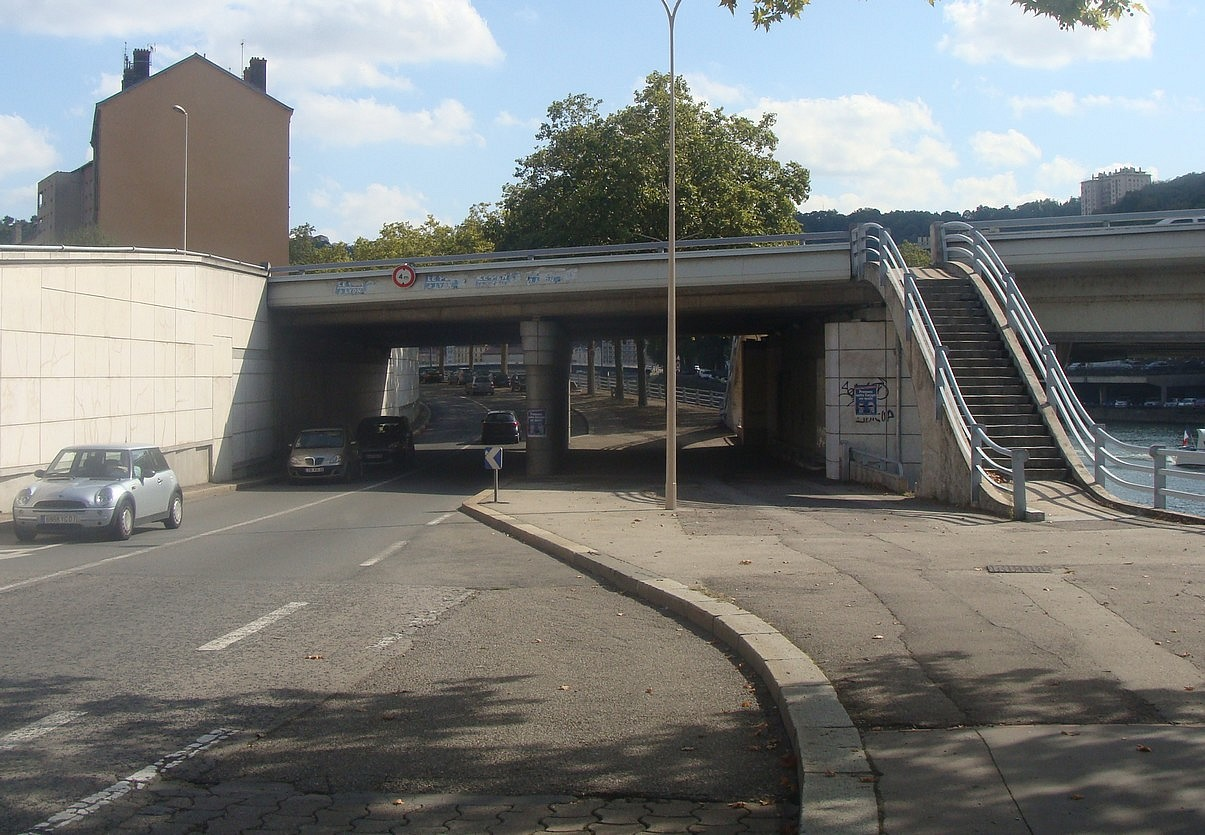
La trémie sous le pont Clemenceau.
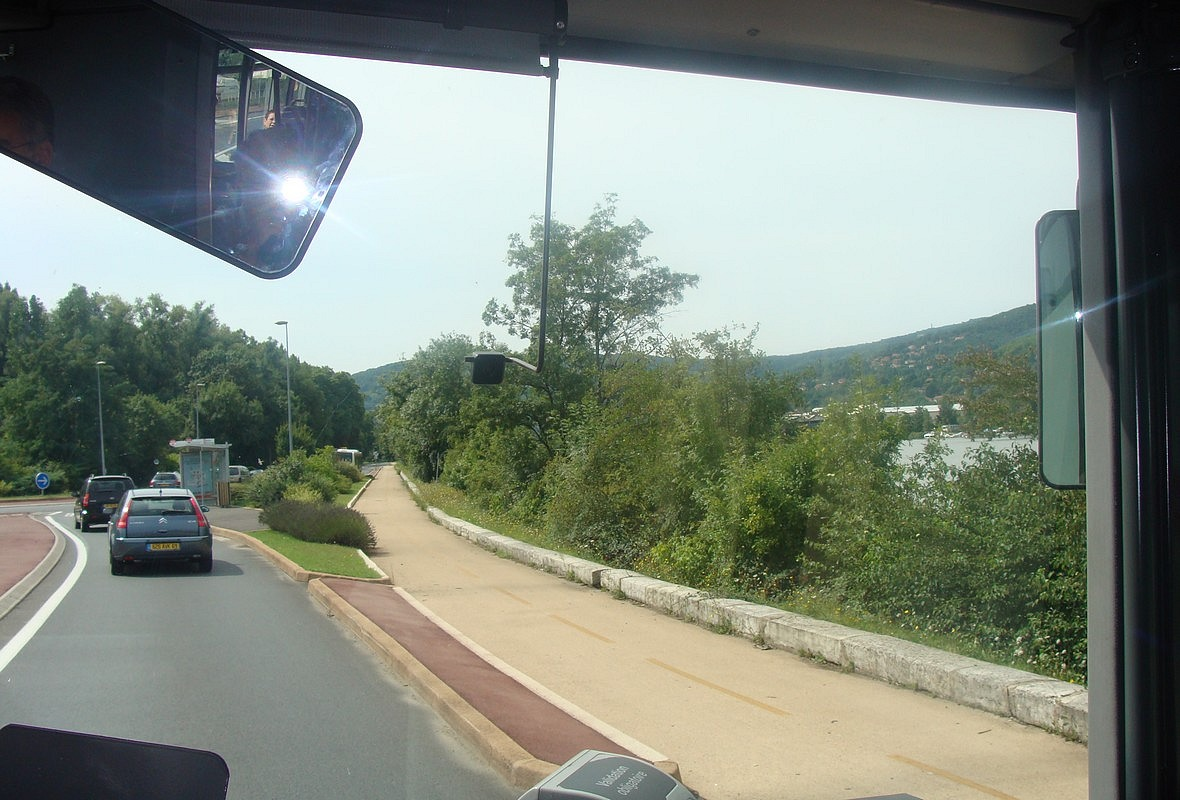
La piste cyclable qui a remplacé la voie du train bleu en bordure de la route à la hauteur de l'arrêt Usine Guimet (photo prise depuis un bus de la ligne 40)
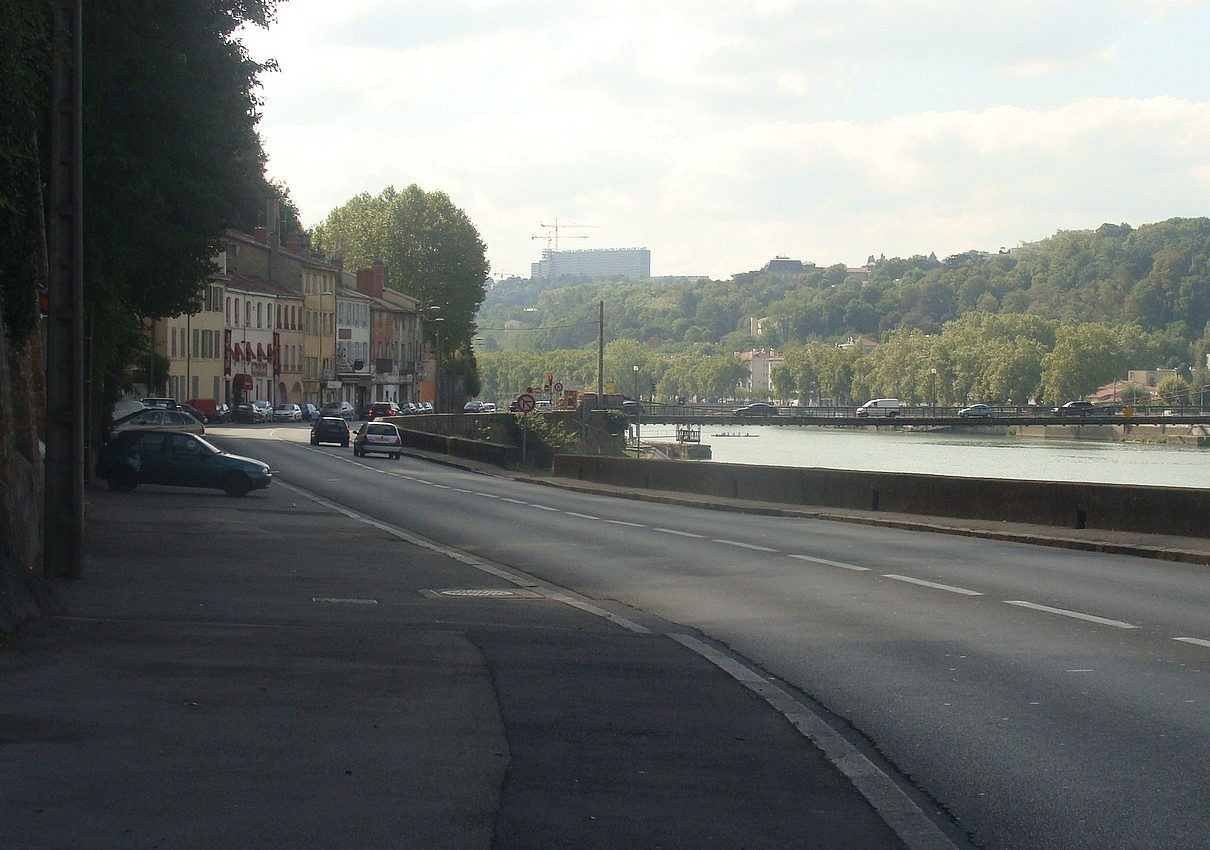
L'ancien évitement de l'île Barbe.
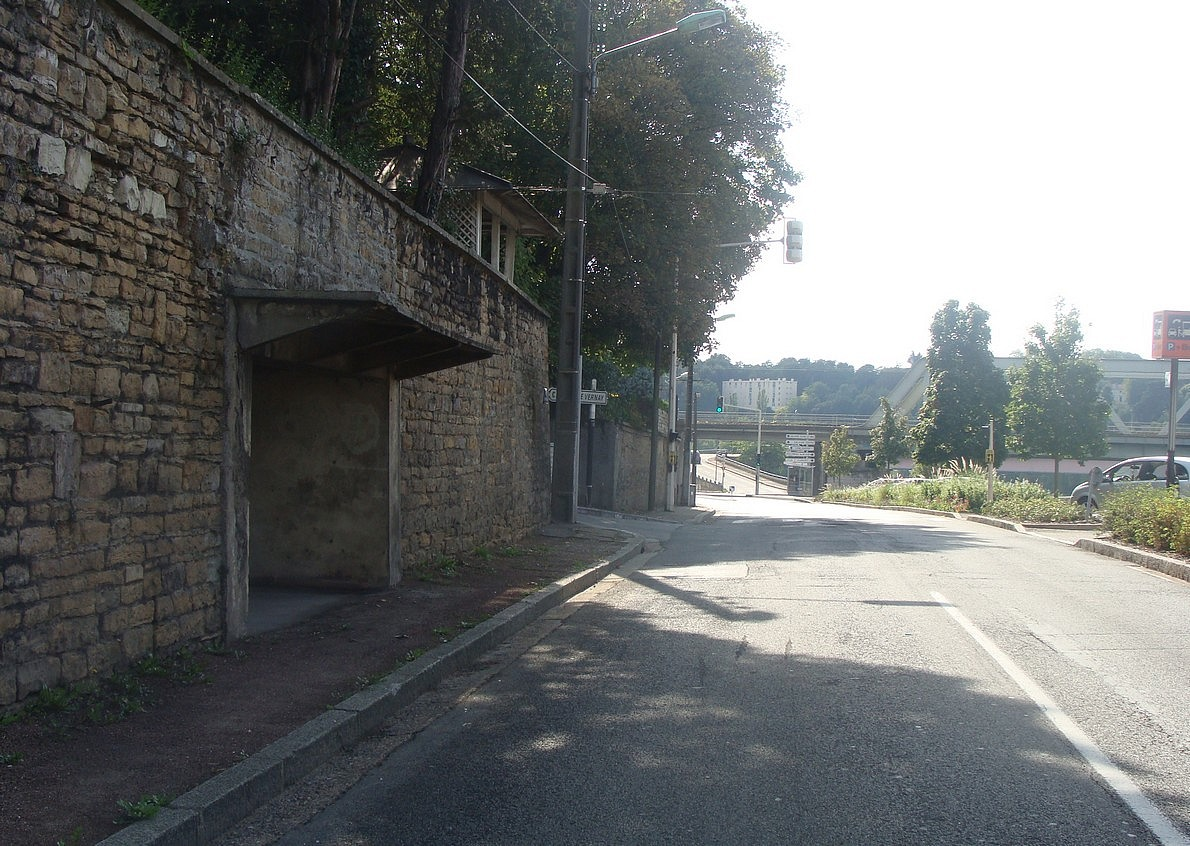
ancien abri du pont de Collonges

Matériel préservé
Trois véhicules sont préservés :
- la motrice numéro 6 a été conservée au  musée de l'automobile de Rochetaillée,
- la motrice rouge 422 ex NLT au Musée des transports urbains, interurbains et ruraux de l'AMTUIR ;
- la remorque numéro 108 au Musée des transports urbains, interurbains et ruraux de l'AMTUIR.

Quelques remorques ont été vendues à des particuliers. Le reste du matériel a été détruit en 1961.